# نمودار هوانوردی جهانی

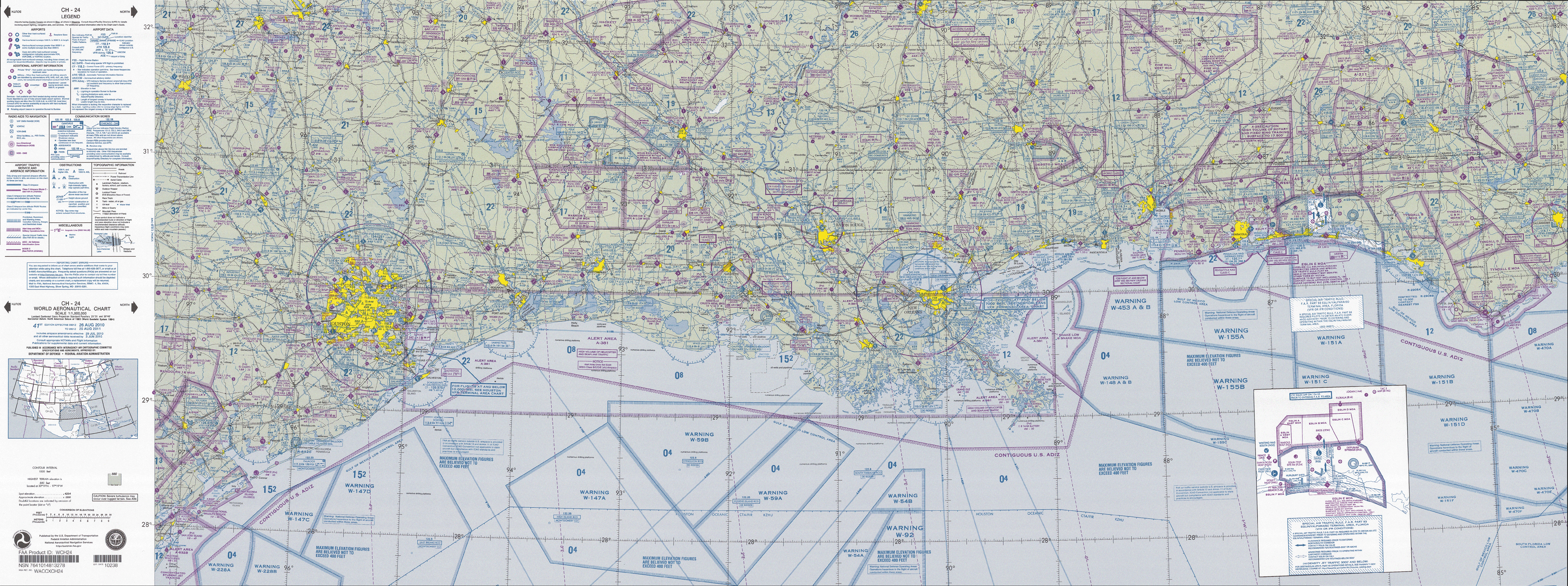
نمودار هوانوردی بین‌المللی اداره هوانوردی فدرال که بخشی از خلیج مکزیک را نشان می‌دهد

نمودار هوانوردی بین‌المللی گونه‌ای نمودار هوانوردی است که خلبانها از آن برای ناوبری هواگردهای سرعت متوسط و هواگردهای پرواز کننده در بلندای زیاد استفاده می‌کنند. این نمودارها در سنجه ۱:۱,۰۰۰,۰۰۰ تهیه می‌شوند.
نمودار هوانوردی بین‌المللی، شبیه به نمودار بخشی است و هر دو از نمادهای یکسانی استفاده می‌کنند. چون در نمودار هوانوردی بین‌المللی، جزئیات کمتر در سنجه کوچکتری وجود دارند، بنابراین به ندرت برای قوانین پرواز دیداری در سرعت‌های پایین‌تر یا برای پروازهای محلی از آن استفاده می‌شود. نمودار هوانوردی بین‌المللی، اطلاعات مکان‌نگاری، فرودگاهها، و فرکانس‌های رادیویی کمک ناوبری را نشان می‌دهد. این اطلاعات برای برنامه‌ریزی پرواز راهبردی، سودمند است. زیرا داشتن دید به همه منطقه پرواز، سودمند است.
نمودار هوانوردی نقشه است طراحی شده برای کمک به ناوبری از هواپیما ، همانطور که نمودارهای دریایی برای کشتی های آبی انجام می دهند ، یا یک نقشه راه برای رانندگان. با استفاده از این نمودارها و سایر ابزارها ، خلبانان قادر به تعیین آنها هستند موقعیت ، ارتفاع امن ، بهترین مسیر به مقصد ، کمکهای ناوبری در طول مسیر ، مناطق جایگزین برای فرود در مواقع اضطراری هنگام پرواز و سایر اطلاعات مفید مانند رادیو فرکانس ها و فضای هوایی مرزها. نمودارهایی برای همه توده های زمینی و نمودارهای مسافت طولانی برای سفرهای بین اقیانوسی وجود دارد.
نمودارهای خاصی برای هر مرحله از پرواز و ماه استفاده می شود y از یک نقشه از یک فرودگاه خاص گرفته تا یک نمای کلی از مسیرهای ابزار پوشش کل قاره (به عنوان مثال ، نمودارهای ناوبری جهانی) ، و انواع مختلفی در این بین متفاوت است.

## بازبینی
این نمودارها هر ساله بازبینی می‌شوند. چندین نمودار از آلاسکا و کارائیب/مکزیک هر ۲ سال بازبینی می‌شوند. نمودارهای هوانوردی بین‌المللی در استرالیا هر ۳ تا ۵ سال بازبینی می‌شوند.
در ۲۵ ژوئن ۲۰۱۵ اداره هوانوردی فدرال ایالات متحده آمریکا اعلام کرد که دیگر هیچیک از نمودارهای هوانوردی بین‌المللی را پشتیبانی نمی‌کند. اخيراً ارتش جمهورى اسلامى ايران رسماً مدعى شده كه نقشه هاى ديجيتال هوانوردي را بومى سازي كرده و ايران اولين كشوري است كه اين نوع فناوري را از انحصار امريكا خارج كرده D Gh

## پوشش
یک گروه از ۱۲ نمودار هوانوردی بین‌المللی سرزمین اصلی ایالات متحده آمریکا و ۸ نمودار هوانوردی بین‌المللی دیگر، آلاسکا را پوشش می‌دادند. مرز هوایی کانادا ۱۸ نمودار هوانوردی بین‌المللی را پوشش می‌دهد. در استرالیا ۴۳ نمودار هوانوردی بین‌المللی بر پایه نام جغرافیایی یا یک شماره ۴ رقمه وجود دارند.

## شماره‌گذاری
بر خلاف نمودارهای بخشی، نمودار هوانوردی بین‌المللی آمریکای شمالی بر پایه یک سامانه شبکهای نامگذاری شده‌اند که ترکیبی از حرف و شماره هستند. برای نمونه، نمودار هوانوردی بین‌المللی CF-16 شمال باختر اقیانوس آرام و E-15 منطقه بریتیش کلمبیا را پوشش می‌دهد. حرف‌ها از A در قطب شمال آغاز شده و تا U در پایین‌ترین بخش آرژانتین ادامه می‌یابند. شماره‌ها از "۱" در نصف‌النهار مبدأ آغاز و تا "۲۹" در جهت خاور افزوده می‌شوند. این افزایش به تعداد نمودارهای لازم در آن عرض جغرافیایی بستگی دارد.